# Ǯ
Ǯ (onderkast: ǯ) is een gewijzigde letter van het Latijnse alfabet, bestaand uit een ezh (ʒ) met toegevoegde háček.
In het Oeraals Fonetisch Alfabet representeert het de klank die in het Internationaal Fonetisch Alfabet wordt weergegeven met [d͡ʒ]). 

## Karaktercodering
| Unicode Codepoint | U+01EE                              |
| Unicode-Name      | LATIN CAPITAL LETTER EZH WITH CARON |
| HTML              | &#494;                              |

| Unicode Codepoint | U+01ef                            |
| Unicode-Name      | LATIN SMALL LETTER EZH WITH CARON |
| HTML              | &#495;                            |